# Baudienst

Insignia del Baudienst.

Baudienst (del alemán, lit. servicio de construcción), nombre completo en alemán Baudienst im Generalgouvernement (Servicio de Construcción en el Gobierno General), fue una organización de trabajo forzado creada por la Alemania nazi en el territorio del Gobierno General de Polonia durante la Segunda Guerra Mundial. El Baudienst estaba subordinado a la Reichsarbeitsdienst (RAD, lit. Servicio de Trabajo del Reich).

## Formación y actividades
La formación del Baudienst comenzó el 1 de diciembre de 1940, originalmente en el Distrito de Cracovia del Gobierno General, pero finalmente se expandió a todos los distritos de la región recién formada, excepto el Distrito de Varsovia. El objetivo del Baudienst era proporcionar al Tercer Reich un gran grupo de mano de obra obligatoria.

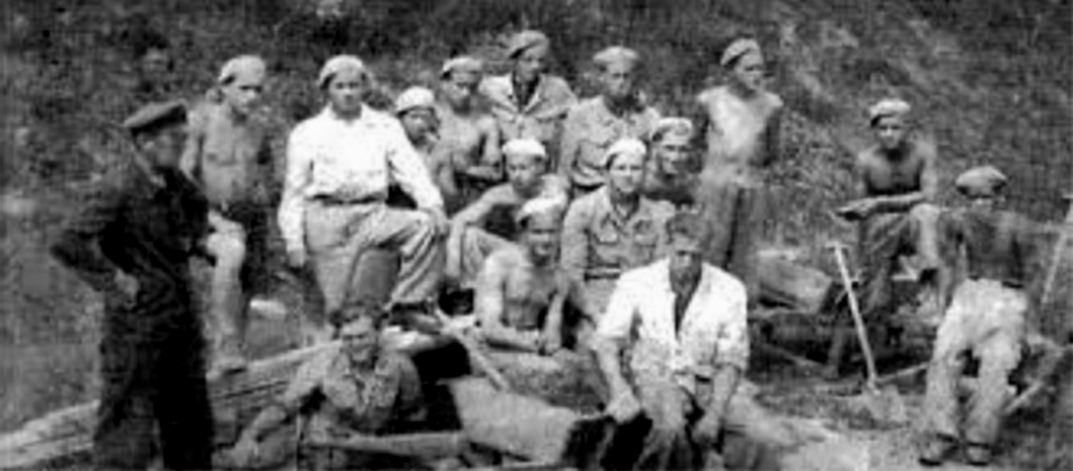
Trabajadores del Baudienst en la Cracovia ocupada (área suburbana de Czyżyny del Gobierno General), 1941. Segundo desde la derecha, apoyado contra el cañón de la rueda, está Karol Wojtyla.

Los trabajadores del Baudienst tenían derecho a vivienda, raciones de comida, ropa de trabajo, atención médica y un salario de 1 zloty por día (un salario que nunca cambió, a pesar del aumento de la inflación). Con el tiempo, las condiciones de trabajo se deterioraron, ya que los trabajadores habitaban cuarteles de mala calidad (nunca una prioridad), y las raciones de comida y ropa fueron reducidas. Los trabajadores castigados fueron encarcelados en el campo de trabajo de Liban en Cracovia (Cantera de Liban).
El Baudienst debía construir y mantener infraestructuras (construcción y reparación de carreteras y canales), y ayudar con las tareas agrícolas. El objetivo general no era construir infraestructuras para los polacos, sino para los alemanes (con el objetivo de aumentar la capacidad de transporte oeste-este en preparación para la invasión alemana de la Unión Soviética, y más tarde, para mejorar la eficiencia de la logística alemana). En algunos casos infames, los miembros del Baudienst fueron utilizados para preparar tumbas para víctimas de ejecuciones masivas alemanas (de polacos, judíos y otras víctimas del Tercer Reich) o para destruir casas y escondites judíos.
En el Gobierno general, el trabajo era obligatorio para cualquier polaco de 18 a 60 años; Más tarde en la ocupación, este rango se extendió a jóvenes de 14 años. El Baudienst en sí era un servicio obligatorio para los polacos de entre 21 y 22 años. Los alemanes pretendían tener hasta 150,000 miembros del Baudienst, de hecho, debido a la constante falta de voluntarios y al aumento de las deserciones, el Baudienst en su apogeo alcanzó menos de un tercio de ese número (alrededor de 45,000 personas). Casi no había voluntarios en el Baudienst, en 1941 solo se registraron 141, en los años siguientes los alemanes dejaron de registrar sus números por completo.
Los trabajadores del Baudienst tenían un contrato para trabajar al menos inicialmente 3 meses, aumentaron hasta 6–7 meses de trabajo durante el período primavera-verano y, finalmente, un mínimo de un año.
Además del Baudienst polaco, los alemanes crearon un Heimatdienst similar (lit. Servicio Nacional, Ukrains'ka Sluzhba Bat'kivschyni, USB) para los ucranianos, y uno similar para el Goralenvolk. El Volksdeutsche estaba exento del servicio (pero podía ser voluntario, y algunos lo hicieron para los puestos de mayor rango como el capataz), y los judíos polacos ya se vieron obligados a trabajar en los guetos y campos de concentración laboral.